# Durahan

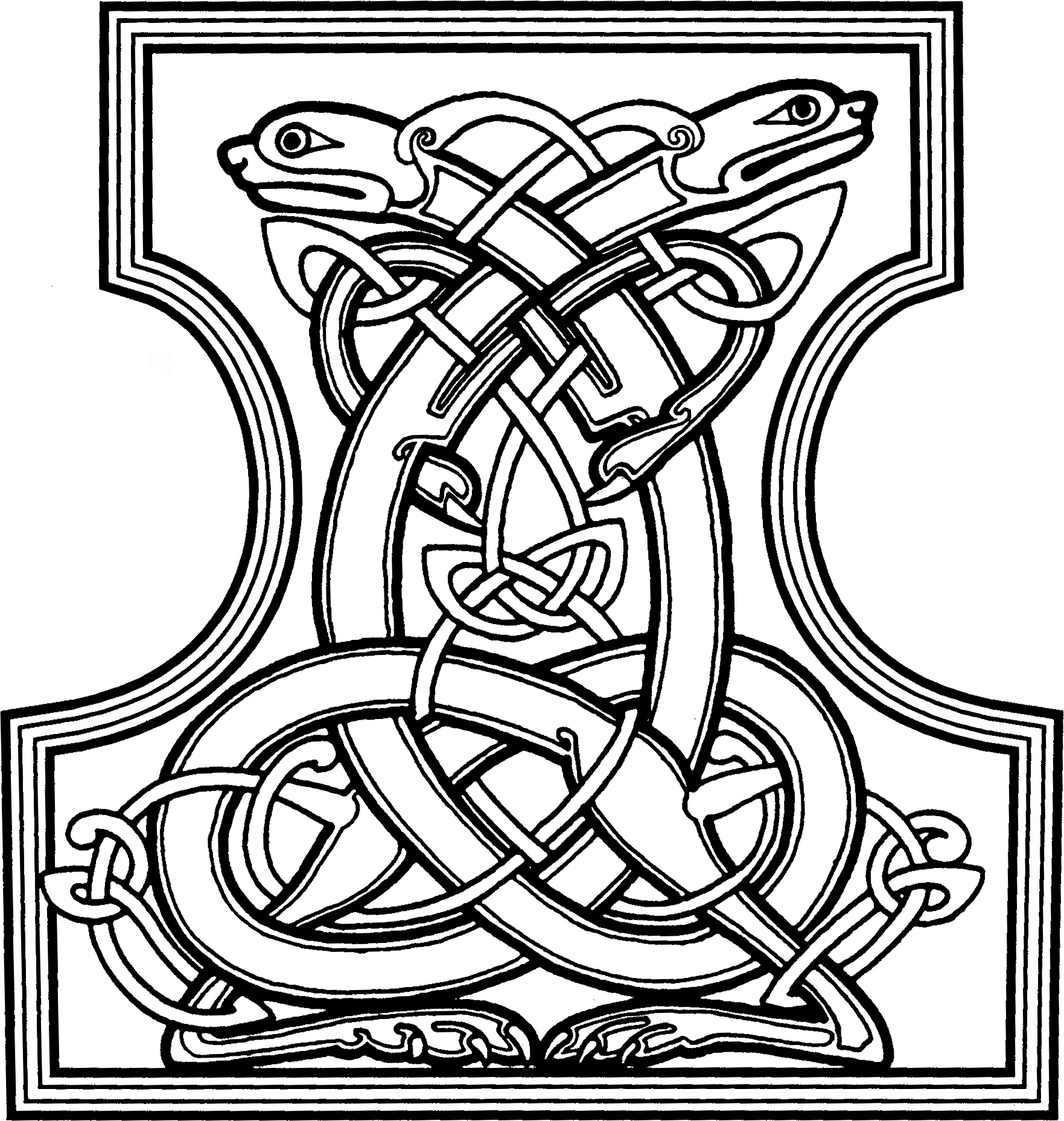
Mitologia irlandesa.

O Durahan, também chamado de Dullahan e Gan Ceann, é um tipo de criatura lendária imortal proveniente da mitologia irlandesa. Ele não tem cabeça e geralmente é visto montado num cavalo negro, também sem cabeça, e carregando sua própria cabeça nos braços. Diz a lenda que no momento em que o cavalo para de correr, um humano morre. Ele pune os curiosos que observam suas matanças, geralmente dando uma estalado com seu chicote (feito de restos mortais) nos olhos dos curiosos

## Durahan na cultura popular
- No anime OVERLORD de Kugane Maruyama, a vice-capitã das Pleiades (empregadas de batalha) Yuri Alpha é uma Dullahan.
- Este mito deve ter sido a inspiração para o conto A Lenda do Cavaleiro sem Cabeça (nome original inglês The Legend of Sleepy Hollow), de Washington Irving.
- Na série de anime e videogame Monster Rancher, um dos monstros malignos mais poderosos a comandar os exércitos do demoníaco Mur chama-se General Durahan (dublado por Eleu Salvador), e sua aparência física é exatamente a mesma de cavaleiro sem cabeça descrita na lenda.
- No anime Histórias de Fantasmas (nome original japonês Gakkou No Kaidan), um dos últimos fantasmas do mal a aparecer é um motoqueiro sem cabeça que loucamente decapita pessoas a machadadas, obviamente também inspirado na lenda do Durahan.
- No anime Durarara!! um dos personagens principais da trama é uma mulher Durahan que faz serviços aleatórios montada numa moto preta sem farol e usando um capacete amarelo. Tida como uma lenda urbana na cidade de Ikkebukuro, a durahan Celty Sturluson se comunica com os outros humanos através de um telefone celular onde ela digita o que pretende dizer.
- No anime Kono Subarashii Sekai ni Shukufuku Wo, Durahan é um líder dos cavaleiros do rei Demônio, aparecendo como um cavaleiro de armadura segurando um capacete com a cabeça entre os braços, montado em um cavalo preto também sem cabeça.
- No anime Cavaleiros do Zodíaco Existe um Espectro que tem o nome de Kiew de Durahan.
- No jogo MMORPG Ragnarök existe um monstro no mapa de Niflheim, que se assemelha ao aspecto de Durahan e que difere somente por não montar um cavalo.
- No jogo MMORPG Cabal Online existe um monstro presente na Dungeon Torre dos Mortos 2ss um monstro chamado Durahan.
- No jogo Monmusu Quest (ou Monster Girl Quest) um dos inimigos encontráveis é uma mulher Dullahan, que com exceção de uma montaria, exibe mesmas características de não ter cabeça e carrega-la nos braços.
- Dullahan é um monstro de alguns jogos da franquia de jogos Castlevania, aparecendo como um chefe em Castlevania - Curse of Darkness.
- Durahan  é a bicicleta de Mao Sadaou (Maou) em Hataraku Maou-sama.
- No anime Demi-chan wa Kataritai, é mostrado uma dullahan como uma simples colegial tentando se enturmar com seus colegas.
- Na série televisiva Teen Wolf um dos eventos sobrenaturais que passam por Beacon Hills é a caçada fantasma, em que vários cavaleiros vestido em estilo country, com chicotes levam pessoas que os viam para um lugar entre a vida de a morte.
- No jogo Limbus Company, o vilão do sexto Canto, Heathcliff o Erlking, é visto montando um cavalo sem cabeça. Mais tarde, o mesmo personagem se torna jogável, confirmando a figura como Dullahan graças a uma habilidade chamada "O Dullahan!".